# Воля-Домброва
Воля-Домброва (пол. Wola-Dąbrowa) — село в Польщі, у гміні Вартковиці Поддембицького повіту Лодзинського воєводства.
Населення — 59 осіб (2011).
У 1975-1998 роках село належало до Серадзького воєводства.

## Демографія
Демографічна структура станом на 31 березня 2011 року:
|          | Загалом | Допрацездатний вік | Працездатний вік | Постпрацездатний вік |
| -------- | ------- | ------------------ | ---------------- | -------------------- |
| Чоловіки | 33      | 11                 | 17               | 5                    |
| Жінки    | 26      | 6                  | 13               | 7                    |
| Разом    | 59      | 17                 | 30               | 12                   |